# Nolina

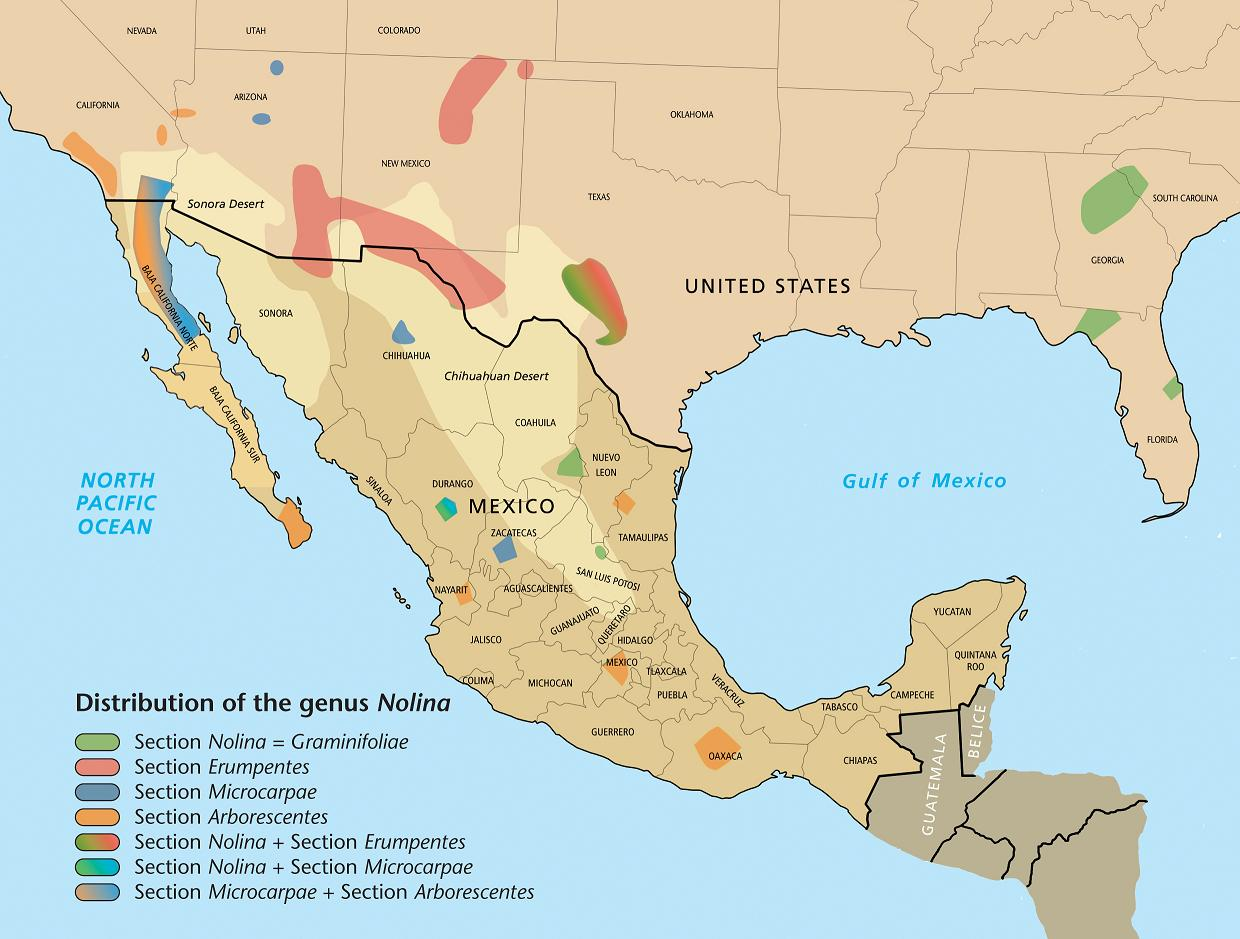
Rozšíření rodu Nolina

Nolina (Nolina) je rod tropických xerofytních rostlin z čeledi chřestovité. Noliny rostou zejména v Mexiku a jižních státech USA, kde se pro ně užívá pojmenování „beargrass“ („medvědí tráva“). Rodové jméno ustanovil André Michaux v roce 1803 na počest francouzského abbého P. C. Nolina.
Některými botaniky byl v rodu Nolina zahrnut i rod Beaucarnea. V českém názvosloví se pro tento rod vedle počeštěného rodového názvu bokarnea užívá i pojmenování nolina, což je případ i Beaucarnea recurvata, která je v Čechách nejčastěji pěstovanou rostlinou pod názvem Nolina.

## Systematika
V podčeledi Nolinoideae je rod Nolina řazen do tribu Nolineae spolu s rody Beaucarnea, Calibanus a Dasylirion. Rod Nolina je dále členěn na čtyři sekce.
Fritz Hochstätter v roce 2010 řadí k rodu Nolina následující druhy:
- Sekce Nolina
  - Nolina atopocarpa Bartlett
  - Nolina brittoniana Nash
  - Nolina georgiana Michx.
  - Nolina humilis S.Watson
  - Nolina lindheimeriana (Scheele) S.Watson
  - Nolina pumila Rose
- Sekce Erumpentes (Trel.) Hochstätter
  - Nolina arenicola Correll
  - Nolina cespitifera Trel.
  - Nolina erumpens (Torr.) S.Watson
  - Nolina greenei S.Watson ex Wooton & Standl.
  - Nolina micrantha  I.M.Johnst.
  - Nolina pollyjeanneae Hochstätter
  - Nolina texana S.Watson
- Sekce Microcarpae (Trel.) Hochstätter
  - Nolina durangensis Trel.
  - Nolina elegans Rose
  - Nolina microcarpa S.Watson
  - Nolina palmeri S.Watson
- Sekce Arborescentes (Trel.) Hochstätter
  - Nolina azureogladiata D.Donati
  - Nolina beldingii Brandegee
  - Nolina bigelovii (Torr.) S.Watson
  - Nolina cismontana Dice
  - Nolina hibernica Hochstätter & D.Donati
  - Nolina interrata Gentry
  - Nolina longifolia (Karw. ex Schult. & Schult.f.) Hemsl.
  - Nolina matapensis Wiggins
  - Nolina nelsonii Rose
  - Nolina parryi S.Watson
  - Nolina parviflora (Kunth) Hemsl.